# ディック・クラーク
ディック・クラーク（Richard Wagstaff "Dick" Clark、1929年11月30日 - 2012年4月18日）は、アメリカ合衆国のテレビ・ラジオパーソナリティー、およびテレビプロデューサーである。

## 人物
ニューヨーク州ブロンクスビル出身。
1957年から1989年まで放送されたテレビ番組『アメリカン・バンドスタンド』で30年以上に渡って司会を務め、数々のロック/ポップ・ミュージシャンを世の中に紹介した。クイズ番組『ピラミッド』ではデイタイム・エミー賞クイズ番組司会者賞を受賞。その後、アメリカン・ミュージック・アワードやゴールデン・グローブ賞を製作する「ディック・クラーク・プロダクション」を設立し、ビジネス面においても大きな成功を収めた。
また、1972年からは毎年大晦日にABCで放送される年越し番組『Dick Clark's New Year's Rockin' Eve』の司会も務めている（ただし1999年はミレニアム特番で放送なし）。2004年12月に脳卒中を発症したため、この年の司会はレジス・フィルビンが代理司会を務めた。2005年からは、ライアン・シークレストと共同で司会に復帰している。
1983年からはUnited Stations Radio Networksで「ディック・クラーク・ロックン・ロール・リメンバー」放送開始。日本でもFEN（現AFN）で放送された。（2004年終了）
1994年にデイタイム・エミー賞生涯功労賞、1999年にピーボディ賞を受賞。2010年にはデイタイム・エミー賞で『アメリカン・バンドスタンド』とクラークを称賛するトリビュート企画が組まれ、号泣した（この際のプレゼンターはシークレストだった）。
2012年4月18日、心臓発作のため82歳で死去。その若々しい顔立ちから「アメリカで最年長のティーンエイジャー」の愛称で知られた。